# Toda de Castarlenes

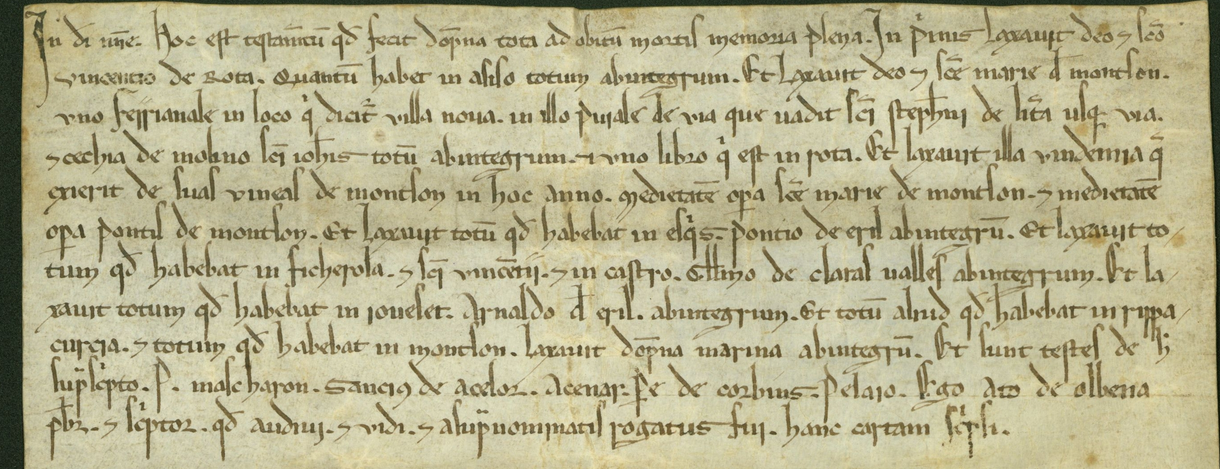
Testament de Toda de Castarllenes al Arxiu de la Seu d'Osca.

Toda de Castarlenes (segle XII) dama pirinenca. Filla d'Iñigo Sánchez, àlias Minnaia i Endregot d'Asieso.
Com altres dames de l'època apareix amb dos noms a la documentació: Toda i Maria.
Va viure en el moment de l'adopció d'un sistema de parentiu agnàtic i pròpiament feudal. Tanmateix, segurament continuant models anteriors, va aconseguir una rellevància des d'aleshores cada cop més difícil a les dones.
Les fonts sobre ella són escasses; es conserven onze escriptures repartides en els arxius de Sant Vicenç de Roda (avui a la Catedral de Lleida, segurament provenen del seu arxiu personal), de Sant Pere d'Àger (a la catedral d'Osca) i de la Corona d'Aragó.
El seu pare va ser Íñigo Sánchez, minnaia (del basc "anai" germà), magnat aragonès, fill d Sánchez Galíndez. El tractament de minnaia (germà en èuscar) pot procedir de la relació fraterna amb Sanç I, del qual Sánchez Galíndez, era "aitan" (pare en èuscar) o tutor. Iñigo Sánchez. Fou influent a la vall del Cinca on va ser al front d'honors reials de Montclús, Estada, Montsó o Calassanç entre 1080 i 1120, va tenir una relació estreta amb Pere I quan era hereu. D'Endregot, la mare només sabem que pertanyia a una família destacada d'Asieso. El pare de Toda va participar en la conquesta de Montsó el 1089 i aleshores degué entrar en contacte amb terratinents locals encapçalats pels Erill, Entença i Benavent amb els quals establí aliança reforçada amb el matrimoni de la seva filla.
La seva joventut passa sense registre documental.
Es casà al voltant de 1115. El seu primer marit fou Berenguer Gombau que era fill secundogènit de Gombau Ramon cap d'una família originària de la vall de Lierp que després de la conquesta la conca inferior de l'Éssera entre 1078 i 1083 va rebre les honors règies de Capella i Castre (amb fortaleses petites alodials com Benavent, que dona nom a la família, Castarllenes, Portaespana, Llomberres). Berenguer Gombau acompanyà Alfons el bataller a la conquesta de Saragossa i el setge de Baiona.
En aquest matrimoni va tenir almenys quatre fills: Marina (que maridà Pere Ramon d'Erill), Sança, Guillem de Capella i Arnau (després senyor de Millera).
Amb la mort de Berenguer Gombau, segurament a la batalla de Fraga el 1134, quedà vídua. Gaudí tota la vida de l'usdefruit dels béns del seu fill.
Per protegir els seus drets i els del seu fill sobre el patrimoni de Berenguer, va adoptar una estratègia autònoma enfront de la família Benavent del seu primer marit. Amb el segon matrimoni va buscar aliats fora del grup hegemònic a la Ribagorça, es va casar en el grup de llinatges associats al comte d'Urgell encapçalats per Arnau Mir de Tost (els Cabrera, Àger, Estopanyà, Sanaüja o Casserres). En segones núpcies va maridà Ramon Berenguer, castellà d'Àger, i la seva filla Sança maridà Arnau de Sanaüja amb la dot del castell de Santa Llestra.
És remarcable que el segon matrimoni de Toda va tenir uns trets molt diferents dels del primer, ja que els cònjuges sempre actuaren amb plena autonomia en els seus documents, l'enllaç va ser estrictament nominal. Així fou com la senyora de Castarllenes va atreure a la seva fidelitat i servei un grup de senyors ribagorçants i urgellencs i teixit una xarxa clientelar pròpia.
El conflicte amb la família del primer marit tingué lloc en la crisi pel testament d'Alfons el bataller il·lustrat per un acord de 1141de Toda amb Pera Aranau per hostigar el castell de Pueio d'Éssera.
El seu domini senyorial era un mosaic de propietats i drets dispersos per la Ribagorça, Montsó i el lloc d'Asieso. La seva possessió principal era Castarllenes, un petit poble i fortalesa que havia creat el seu sobre Gombau Ramon després de la conquesta el 1078.
Després d'anys d'enfrontament Toda restaurà els vincles amb els Benavent. El maig de 1161 els principals components del llinatge es congregaren a Vilacarle, el lloc principal de la vall. Hi era ella, Toda filia de Minnaia et domina de Castrelenas, el seu net Berenguer de la Millera, els quatre fills de Gombau de Benavent i les seves dues filles per lliurar als canonges de Sant Vicenç de Roda l'església anfi de que tinguessin cura de les ànimes i la memòria de Berenguer Gombau, Gombau de Benavent i Guillem de Capella, és a dir el marit el cunyat i el fill de Toda.
El seu testament sense data es pot situar el 1165 deixa el gruix del seu patrimoni a la filla Marina, vídua de Pere Ramon d'Erill. En el seu testament deixa un llibre al capítol de Sant Vicenç de Roda. La lleixa d'un llibre és un fet inusual en els testament d'aristòcrates de l'època, fet que ens situa probablement en una estratègia en la construcció del prestigi social específicament femenina, una via alternativa per elevar el carisma personal que estava a l'abast dels individus que, com les dones, eren exclosos de l'art de la guerra.